# Sefer habbahir
Sefer bahir ("Ljusets bok", titeln åsyftar en vers ur Jobs bok), Sefer habbahir, är en tidig esoterisk bok som blev central inom kabbalan. Den tillkom i Provence, men tidpunkten för dess tillkomst har varit föremål för debatt. Bland haredijudar anses den, på grund av sin ramberättelse, härröra från 100-talet och vara författad av Nehunjah ben ha-Kana, men religionshistoriker daterar den till långt senare. I början av 1900-talet daterade Gershom Scholem boken till år 1176, men på 1990-talet daterade Joseph Dan den till 1230-talet.